# Mille luci nel bosco
Mille luci nel bosco (The Glo Friends), distribuita in VHS col titolo Glo Friends - Gli amici della notte, è una serie televisiva d'animazione del 1986 trasmessa originariamente come un segmento del programma My Little Pony 'n Friends per una stagione (26 episodi furono realizzati in totale). Nel primo quarto d'ora andava in onda Vola mio mini pony, mentre la seconda metà era occupata in rotazione da MoonDreamers - Gli amici dei sogni, Pit Pot e Mille luci nel bosco. Fu realizzata da Sunbow e Marvel Productions.
La serie è basata sulla linea di giocattoli Glo Friends (in italiano chiamata "Gli Amici Glo" o "Glo gli amici della notte"), pupazzetti fosforescenti a forma di insetti e altre piccole creature realizzati dalla divisione Playskool della Hasbro a metà degli anni ottanta (l'originale Glo Worm fu introdotto nel 1982). La Ladybird Books pubblicò inoltre dei libri per accompagnare ogni Amico Glo.
In Italia parte della serie venne pubblicata direttamente in VHS dalla Stardust a partire dal 1988, con il titolo Glo Friends - Gli amici della notte. In seguito fu acquistata dalla Fininvest e trasmessa dal 18 luglio al 3 agosto 1991 nella fascia preserale di Italia 1, con il titolo Mille luci nel bosco e una nuova sigla composta da Carmelo Carucci, con testo di Alessandra Valeri Manera e cantata da Cristina D'Avena.

## Personaggi principali
- Scintillo
- Stellina
- Cappy
- Mandolino
- Starnuto
- Lady
- Nerone

## Episodi
Prima della serie regolare venne trasmesso nel 1985 lo speciale televisivo The Glo Friends Save Christmas. In seguito i 26 episodi regolari da 10 minuti vennero trasmessi ogni martedì dal 23 settembre 1986 al 17 marzo 1987. In più occasioni una storia unica era suddivisa in vari episodi.
| n°    | Titolo italiano             | Titolo originale                                | Prima TV USA                    | Prima TV Italia |
| ----- | --------------------------- | ----------------------------------------------- | ------------------------------- | --------------- |
| 1-10  |                             | The Quest (Episode 1-10)                        | 23 settembre - 25 novembre 1986 |                 |
| 11    | La scomparsa di Baby Lucina | Baby Glo Worm Goes Bye-Bye                      | 2 dicembre 1986                 | 18 luglio 1991  |
| 12    | Due amiche                  | Two of a Kind                                   | 9 dicembre 1986                 | 20 luglio 1991  |
| 13    |                             | Make No Mistake, It's Magic                     | 16 dicembre 1986                |                 |
| 14    | La brigata della foresta    | The Forest Brigade                              | 23 dicembre 1986                |                 |
| 15    |                             | Caverns of Mistery                              | 30 dicembre 1986                |                 |
| 16    |                             | Front Page                                      | 6 gennaio 1987                  |                 |
| 17    |                             | Bean Ball                                       | 13 gennaio 1987                 |                 |
| 18    |                             | The Masterpiece                                 | 20 gennaio 1987                 |                 |
| 19    |                             | Beware Tales of Gold That Lead to Thorny Trails | 27 gennaio 1987                 |                 |
| 20-23 |                             | Glo Friends Meet the Glo Wees (Episode 1-4)     | 3-24 febbraio 1987              |                 |
| 24-25 |                             | Easy Money (Episode 1-2)                        | 3-10 marzo 1987                 |                 |
| 26    |                             | Wizard of Rook                                  | 17 marzo 1987                   |                 |